# Americus, Kansas
Americus là một thành phố thuộc quận Lyon, tiểu bang Kansas, Hoa Kỳ. Năm 2010, dân số của xã này là 894 người.

## Dân số
Dân số các năm:
- Năm 2000: 938 người
- Năm 2010: 894 người